# Дружество „Тракия“
Дружество „Тракия“ е благотворителна културно-просветна организация на българските бежанци в Тракия.
Организацията е създадена в Одрин под името „Одринска Тракия“ през 1918 г. Преименувана е на Дружество „Тракия“ през 1920 г.
Председател на дружеството е Димитър Михалчев до 1923 г.